# Jaroslav Drobný
 (septembre 2016).
Pour les articles homonymes, voir Drobný et Jaroslav Drobný (footballeur).
Jaroslav Drobný, né le 12 octobre 1921 à Prague et mort le 13 septembre 2001 à Londres (Tooting), est un tennisman et joueur international de hockey sur glace. De nationalité tchécoslovaque, il adopte la nationalité suisse à partir de 1949 à la suite de son asile et de la révocation de son passeport tchécoslovaque, de même que la nationalité égyptienne (de 1949 à 1954) puis la nationalité britannique à la fin des années 1950. Durant les années 1950, il est considéré comme le meilleur joueur de tennis européen, remportant deux fois le tournoi de Roland-Garros (1951 et 1952) et une fois Wimbledon (1954). En hockey sur glace, avec l'équipe nationale de Tchécoslovaquie, il est sacré champion du monde en 1947 et vice-champion olympique en 1948. Par la suite il est entraîneur de tennis et conseiller technique de plusieurs équipes de Coupe Davis telles que l'Italie au Challenge Round en 1960 et la Suède durant les années 1960.

## Biographie
Jaroslav Drobný, joueur de tennis ayant remporté pas moins de 141 tournois en simple, est aussi un joueur professionnel de hockey sur glace, sport dans lequel il occupe le poste de centre. Il remporte un titre de champion du monde avec l'équipe nationale tchécoslovaque en 1947, ainsi qu'une médaille d'argent aux Jeux olympiques de 1948 à Saint-Moritz. Il est considéré comme faisant partie des meilleurs joueurs de tennis européens jusqu'à la fin des années 1950.
Jaroslav Drobný a 16 ans en 1938, quand il participa à son premier Wimbledon. En mars 1939, la Tchécoslovaquie se retrouve sous la domination de l'Allemagne nazie, ce qui l'oblige à jouer Wimbledon en 1939 avec la nationalité allemande. Il perd au troisième tour contre l'Anglais Henry Austin et ne peut reprendre sa carrière qu'en 1945, après une interruption de près de sept ans.
En 1957, lors du 3e tour du German International Championships, il perd son beau-père et doit déclarer forfait.
Il est membre du International Tennis Hall of Fame depuis 1983.

## Le joueur de tennis

### Son jeu
Parmi ses atouts, Drobný peut compter sur son jeu d'attaque et sur son smash, qui lui rapporte nombre de points importants. Un problème à un œil reçu à la suite d'un coup pendant un match de hockey l'oblige à porter des lunettes à verres fumés qui le pénalisent fortement pendant les matchs en nocturne.

### Sa carrière
L'interruption de près de 7 ans dans sa carrière de joueur de tennis lui a fait perdre sans aucun doute un grand nombre de victoires en tournoi. Sans cela, son exceptionnel palmarès aurait peut-être dépassé les 199 titres de Rod Laver. D'un autre côté, il a profité aussi du passage des meilleurs joueurs de sa génération dans les rangs professionnels pour se forger son grand palmarès amateur. Il ne put reprendre le chemin des courts de tennis qu'en juin 1945, où il remporta d'ailleurs le tournoi local de Prague. Par la suite, il totalisa un nombre incalculable de titres. Mais dans les tournois du Grand Chelem, plus particulièrement à Roland-Garros et Wimbledon, il perdit 5 finales qui étaient à sa portée. Peut-être une certaine fébrilité et l'accumulation de matchs trop longs l'empêchèrent d'épingler ces grands titres plus tôt dans son palmarès. Curieusement, 30 ans plus tard, un joueur illustre de la même nationalité que lui connut pareille mésaventure : Ivan Lendl. Il gagna enfin son premier Roland-Garros en 1951 à presque 30 ans contre le Sud-Africain Eric Sturgess sur le score sans appel de 6-3, 6-3, 6-3. Il récidiva en 1952 toujours à Roland-Garros contre le célèbre Australien Frank Sedgman 6-2, 6-0, 3-6, 6-4. 1952 fut pour lui l'année de tous les records avec pas moins de 21 tournois remportés. Mais en 1954 sa victoire au tournoi de Wimbledon contre le futur grand Ken Rosewall (sur le score de 13-11, 4-6, 6-2, 9-7) avait une saveur particulière. En effet, il réussit enfin après 10 participations à remporter le tournoi le plus prestigieux de l'histoire du tennis. Par la suite, il gagna encore une cinquantaine de titres. Il garda jusqu'à la fin de sa carrière un excellent niveau de jeu et une envie de jouer et de gagner sans faille malgré son âge. Au début de septembre 1965, il remporte son dernier titre référencé par le quotidien L'Équipe lors du tournoi de Chantaco à Biarritz contre le Français Philippe Pimpaneau. Il restera dans les annales du tennis comme le joueur le plus titré chez les amateurs. Il est aussi le détenteur de 141 titres, c'est-à-dire 140 titres comptés dont en plus le tournoi de Bristol 1954 partagé avec Jack Arkinstall, devenant le quatrième joueur de tous les temps derrière Rod Laver (199), Jimmy Connors (149) et Ivan Lendl (147) à avoir un grand palmarès en tournoi dans le simple messieurs.
 (Abréviation concernant les surfaces : Tb : Terre battue, Gz : Gazon, D : Dur, D (i) : Dur indoor, M : Moquette, B : Bois.)

### Palmarès en Grand Chelem

#### Victoires en simple (3)
| A.   | Date              | Nom et lieu du tournoi             | S. | Finaliste     | Score                |
| ---- | ----------------- | ---------------------------------- | -- | ------------- | -------------------- |
| 1951 | 22 mai-4 juin     | Roland-Garros French Championships | Tb | Eric Sturgess | 6-3, 6-3, 6-3        |
| 1952 | 20 mai-2 juin     | Roland-Garros French Championships | Tb | Frank Sedgman | 6-2, 6-0, 3-6, 6-4   |
| 1954 | 20 juin-2 juillet | Wimbledon                          | Gz | Ken Rosewall  | 13-11, 4-6, 6-2, 9-7 |

#### Finales en simple (5)
| A.   | Date              | Nom et lieu du tournoi             | S. | Vainqueur      | Score                   |
| ---- | ----------------- | ---------------------------------- | -- | -------------- | ----------------------- |
| 1946 | 18-28 juillet     | Roland-Garros French Championships | Tb | Marcel Bernard | 3-6, 2-6, 6-1, 6-4, 6-3 |
| 1948 | 19-30 mai         | Roland-Garros French Championships | Tb | Frank Parker   | 6-4, 7-5, 5-7, 8-6      |
| 1949 | 19-30 juin        | Wimbledon                          | Gz | Ted Schroeder  | 3-6, 6-0, 6-3, 4-6, 6-4 |
| 1950 | 19-30 mai         | Roland-Garros French Championships | Tb | Budge Patty    | 6-1, 6-2, 3-6, 5-7, 7-5 |
| 1952 | 22 juin-5 juillet | Wimbledon                          | Gz | Frank Sedgman  | 4-6, 6-2, 6-3, 6-2      |

#### Victoire en double (1)
- Internationaux de France de tennis : vainqueur en 1948

#### Finales en double (3)
- Championnats d'Australie : finaliste en 1950
- Internationaux de France de tennis : finaliste en 1950u
- Tournoi de Wimbledon : finaliste en 1951

### Palmarès en simple (exclusivement des tournois amateurs)
- (Voir Records de titres au tennis pour les joueurs les plus titrés de l'histoire).

#### Titres en simple (1938-1963): 140
|     | Année | Date              | Nom et lieu du tournoi                                      | Surface | Finaliste            | Score                       |
| --- | ----- | ----------------- | ----------------------------------------------------------- | ------- | -------------------- | --------------------------- |
| 1   | 1938  | juin              | Berlin Rot-Weiss Tennis Club (Allemagne)                    | Gz      | Hans Redl            | 6-2, 3-6, 3-6, 6-3, 6-3     |
| 2   | 1945  |                   | Prague International (Tchécoslovaquie)                      | Tb      | Vojtech Vodicka      | 6-1, 6-1, 6-2               |
| 3   | 1946  | juin              | Gstaad Swiss International (Suisse)                         | Tb      | Marcello Del Bello   | 9-7, 6-2, 1-6, 6-1          |
| 4   | 1946  | 2-8 septembre     | Prague International (Tchécoslovaquie)                      | Tb      | Marcel Bernard       | 8-6, 11-9, 6-3              |
| 5   | 1947  | 28 juil-3 août    | Prague International (Tchécoslovaquie)                      | Tb      | Tom Brown            | 6-2, 6-2, 6-1               |
| 6   | 1947  | 13-19 octobre     | Mexico Pan American International (Mexique)                 | Tb      | Pancho Segura        | 4-6, 7-9, 6-3, 6-4, 6-3     |
| 7   | 1948  | 26 juil-3 août    | Prague International (Tchécoslovaquie)                      | Tb      | Joseph Stolpa        | 6-4, 6-1, 6-3               |
| 8   | 1948  | 16-24 octobre     | Mexico Pan American International (Mexique)                 | Tb      | Eric Sturgess        | 9-7, 6-2, 6-2               |
| 9   | 1948  | 8-12 novembre     | Rio de Janeiro Fluminens Trophy (Brésil)                    | Tb      | Enrique Morea        | 7-5, 6-4, 6-3               |
| 10  | 1949  | juillet           | Prague International (Tchécoslovaquie)                      | Tb      | ?                    | ?                           |
| 11  | 1949  | 1-7 août          | Villars Swiss International (Suisse)                        | Tb      | Franjo Punčec        | 6-3, 6-4, 6-1               |
| 12  | 1949  | 8-14 août         | Knokke-le-Zoute Belgium International (Belgique)            | Tb      | Vladimír Černík      | 11-9, 6-4                   |
| 13  | 1949  | 15-21 août        | Scarborough North of England (Angleterre)                   | He      | Tony Mottram         | 6-1, 6-1, 6-3               |
| 14  | 1949  | 1-6 novembre      | Stockholm Swedish Indoor (Suède)                            | ?       | Staffan Stockenberg  | 6-1, 6-3                    |
| 15  | 1949  | 5-13 décembre     | Melbourne Victorian Championships (Australie)               | Gz      | Bill Sidwell         | 6-4, 6-3, 11-9              |
| 16  | 1950  | 3-12 mars         | Le Caire Championships of Egypt (Égypte)                    | Tb      | Gottfried von Cramm  | 8-6, 6-2, 6-3               |
| 17  | 1950  | 3-9 avril         | Monte-Carlo Monaco Championships (Monaco)                   | Tb      | Bill Talbert         | 6-4, 6-4, 6-1               |
| 18  | 1950  | 17-23 avril       | Rome Italian Championships (Italie)                         | Tb      | Bill Talbert         | 6-4, 6-3, 7-9, 6-2          |
| 19  | 1950  | 1-6 mai           | Bournemouth British Hard Court (Angleterre)                 | Tb      | Geoff Brown          | 7-5, 6-0, 6-4               |
| 20  | 1950  | 15-21 mai         | Madrid Spain International (Espagne)                        | Tb      | Felicisimo Ampon     | 3-6, 6-0, 6-2, 6-4          |
| 21  | 1950  | 12-17 juin        | Bristol Championships (Angleterre)                          | Tb      | Vladimír Černík      | 6-3, 10-8                   |
| 22  | 1950  | 8-15 juillet      | Edgbaston Midland Counties (Angleterre)                     | Gz      | Koon-Hong Ip         | 6-2, 6-2                    |
| 23  | 1950  | 22-30 juillet     | Copenhague Danish Championships (Danemark)                  | ?       | Frederick Kovaleski  | ?                           |
| 24  | 1950  | 1-6 août          | Cologne Germany International (Allemagne)                   | Tb      | Adrian Quist         | 6-4, 6-4, 7-5               |
| 25  | 1950  | 7-13 août         | Hambourg German Championships (Allemagne)                   | Tb      | Gottfried von Cramm  | 6-3, 6-4, 6-4               |
| 26  | 1950  | 18-23 sep.        | Baden-Baden International (Allemagne)                       | Tb      | Heraldo Weiss        | 6-1, 6-1                    |
| 27  | 1950  | 24-30 sep.        | Paris Coupe Porée (France)                                  | Tb      | Geoff Brown          | 1-6, 6-0, 4-6, 6-3, 6-3     |
| 28  | 1950  | 9-14 octobre      | Queen's Club (Londres) Covered Court (Angleterre)           | B       | Geoffrey Paish       | 6-3, 6-2, 6-0               |
| 29  | 1950  | 1-6 novembre      | Genève Swiss Indoor Championships (Suisse)                  | ?       | Heraldo Weiss        | 6-0, 6-1, 6-3               |
| 30  | 1950  | 20-27 nov.        | Le Caire Egypt International (Égypte)                       | Tb      | Eric Sturgess        | 6-2, 6-1, 7-5               |
| 31  | 1950  | 1-10 décembre     | Lahore Asian Lawn Tennis (Pakistan)                         | Gz      | Frederick Kovaleski  | 6-4, 4-6, 6-4, 6-3          |
| 32  | 1951  | 11-18 février     | Tournoi international de Lyon sur courts couverts (France)  | B       | Marcel Bernard       | 8-6, 6-3, 6-4               |
| 33  | 1951  | 2-11 mars         | Le Caire Championships of Egypt (Égypte)                    | Tb      | Felicisimo Ampon     | 6-3, 6-4, 6-0               |
| 34  | 1951  | 19-25 mars        | Alexandrie International of Egypt (Égypte)                  | Tb      | Irvin Dorfman        | 6-1, 12-10, 6-2             |
| 35  | 1951  | 9-15 avril        | Rome Italian Championships (Italie)                         | Tb      | Gianni Cucelli       | 6-1, 10-8, 6-0              |
| 36  | 1951  | 16-21 avril       | Palerme Torneo Internazionale (Italie)                      | Tb      | Dick Savitt          | 6-4, 2-6, 6-1, 2-6, 6-4     |
| 37  | 1951  | 22-29 avril       | Paris Internationaux de Paris (France) joué à Roland Garros | Tb      | Dick Savitt          | 6-1, 6-3, 7-5               |
| 38  | 1951  | 30 avril-5 mai    | Bournemouth British Hard Court (Angleterre)                 | Tb      | Felicisimo Ampon     | 6-4, 6-2, 6-0               |
| 39  | 1951  | 14-19 mai         | Guildford Hard Court Championships (Angleterre)             | Tb      | Vladimír Černík      | 2-6, 6-2, 6-1               |
| 40  | 1951  | 22 mai-4 juin     | Roland-Garros French Championships (France)                 | Tb      | Eric Sturgess        | 6-3, 6-3, 6-3               |
| 41  | 1951  | 7-15 juillet      | Velbert Mettmann Championships (Allemagne)                  | Tb      | Władysław Skonecki   | 6-2, 4-6, 6-1, 6-4          |
| 42  | 1951  | 6-12 août         | Knokke-le-Zoute Belgium International (Belgique)            | Tb      | Jacky Brichant       | 6-3, 6-4                    |
| 43  | 1951  | 21-26 août        | Le Touquet International (France)                           | Tb      | Jacky Brichant       | 0-6, 6-3, 6-0               |
| 44  | 1951  | 13-20 août        | Hanovre Hanover Championships (Allemagne)                   | Tb      | Karl-H. Sanders      | 6-0, 6-3, 6-0               |
| 45  | 1951  | 16-23 sep.        | Baden-Baden International (Allemagne)                       | Tb      | Sven Davidson        | 2-6, 6-2, 6-4, 6-2          |
| 46  | 1951  | 24-30 sep.        | Paris Coupe Porée (France)                                  | Tb      | Felicisimo Ampon     | 7-5, 6-4, 6-2               |
| 47  | 1951  | 5-11 novembre     | Torquay Palace Hôtel Covered Court (Angleterre)             | B       | Paddy Roberts        | 6-2, 6-4                    |
| 48  | 1951  | 12-18 nov.        | Genève Swiss Indoor Championships (Suisse)                  | ?       | Philippe Washer      | 7-5, 5-7, 6-2, 6-2          |
| 49  | 1951  | 10-16 déc.        | La Haye Nederland International (Pays-Bas)                  | ?       | Bernard Destremau    | 7-5, 8-10, 6-3, 7-5         |
| 50  | 1952  | 4-10 février      | Lyon Covered Court Championships (France)                   | B       | Kurt Nielsen         | 3-6, 13-11, 12-10, 3-6, 6-2 |
| 51  | 1952  | 18-25 février     | San Remo Liguria Championships (Italie)                     | ?       | Misko Branovic       | 6-3, 6-3, 6-2               |
| 52  | 1952  | 7-16 mars         | Le Caire Championships of Egypt (Égypte)                    | Tb      | Władysław Skonecki   | 6-3, 6-0, 6-3               |
| 53  | 1952  | 19-31 mars        | Alexandrie International of Egypt (Égypte)                  | Tb      | Władysław Skonecki   | 7-5, 6-3, 6-3               |
| 54  | 1952  | 1-6 avril         | Alger North Africa International (Algérie)                  | Tb      | Władysław Skonecki   | 6-3, 6-3, 6-3               |
| 55  | 1952  | 28 avril-3 mai    | Bournemouth British Hard Court (Angleterre)                 | Tb      | Frank Sedgman        | 6-2, 6-4, 1-6, 6-4          |
| 56  | 1952  | 5-11 mai          | Palerme Torneo Internazionale (Italie)                      | Tb      | Fausto Gardini       | 1-6, 6-4, 6-4, 6-4          |
| 57  | 1952  | 12-17 mai         | Guildford Hard Court Championships (Angleterre)             | Tb      | Owen Williams        | 6-3, 7-5                    |
| 58  | 1952  | 20 mai-2 juin     | Roland-Garros French Championships (France)                 | Tb      | Frank Sedgman        | 6-2, 6-0, 3-6, 6-4          |
| 59  | 1952  | 2-7 juin          | Torquay Lawn Tennis Tournament (Angleterre)                 | Gz      | Ian Ayre             | 6-3, 6-1                    |
| 60  | 1952  | 9-14 juin         | Bristol Championships (Angleterre)                          | Gz      | Armando Vieira       | 7-5, 6-1                    |
| 61  | 1952  | 21-27 juillet     | Cologne Germany International (Allemagne)                   | Tb      | Eric Sturgess        | 3-6, 6-4, 7-5, 6-2          |
| 62  | 1952  | 11-17 août        | Viareggio Tuscany International (Italie)                    | Tb      | Fausto Gardini       | 7-5, 6-3, 6-2               |
| 63  | 1952  | 18-24 août        | Riccione Dolomite International (Italie)                    | Tb      | Eric Sturgess        | 6-2, 2-4, ab.               |
| 64  | 1952  | 1-7 septembre     | Salzbourg Austrian International (Autriche)                 | Tb      | Eric Sturgess        | 6-2, 4-6, 2-6, 6-4, 6-0     |
| 65  | 1952  | 13-21 sep.        | Venise Lido Championships (Italie)                          | Tb      | Fausto Gardini       | 5-7, 3-6, 6-4, 7-5, 6-4     |
| 66  | 1952  | 22-28 sep.        | Baden-Baden International (Allemagne)                       | Tb      | Eric Sturgess        | 1-6, 6-0, 6-2               |
| 67  | 1952  | 6-12 oct.         | Queen's Club (Londres) Covered Court (Angleterre)           | B       | Tony Mottram         | 6-3, 6-4, 8-6               |
| 68  | 1952  | 27 oct-2 nov.     | Santiago Chile Championships (Chili)                        | Tb      | Ricardo Balbiers     | 7-5, 6-4, 6-2               |
| 69  | 1952  | 11-19 nov.        | Rio de Janeiro S.A. Championships (Brésil)                  | Tb      | Enrique Morea        | 6-4, 6-4, 6-1               |
| 70  | 1952  | 2-7 décembre      | Buenos Aires Championships (Argentine)                      | Tb      | Enrique Morea        | 8-6, 6-2, 0-6, 6-2          |
| 71  | 1953  | 16-22 février     | Lyon Covered Court Championships (France)                   | B       | Marcel Bernard       | 6-4, 6-2                    |
| 72  | 1953  | 27 fév-8 mars     | Le Caire Championships of Egypt (Égypte)                    | Tb      | Gottfried von Cramm  | 6-4, 6-1, 6-1               |
| 73  | 1953  | 10-22 mars        | Alexandrie International of Egypt (Égypte)                  | Tb      | George Worthington   | 6-4, 7-5, 6-2               |
| 74  | 1953  | 13-19 avril       | Parme Parma International (Italie)                          | Tb      | Władysław Skonecki   | 6-2, 6-4, 5-7, 6-3          |
| 75  | 1953  | 4-10 mai          | Rome Italian Championships (Italie)                         | Tb      | Lew Hoad             | 6-2, 6-1, 6-2               |
| 76  | 1953  | 1-7 juin          | Munich Bavarian Championships (Allemagne)                   | Tb      | Armando Vieira       | 6-3, 6-1, 6-3               |
| 77  | 1953  | août              | Monte-Carlo tournoi d'été Invitational (Monaco)             | Tb      | Robert Haillet       | 6-2, 6-2                    |
| 78  | 1953  | 1-6 septembre     | Padoue Padova International (Italie)                        | Tb      | Lennart Bergelin     | 5-7, 6-2, 6-0, 12-14, 7-5   |
| 79  | 1953  | 7-13 sep.         | Venise Lido Championships (Italie)                          | Tb      | Władysław Skonecki   | 8-6, 3-6, 2-6, 6-4, 6-2     |
| 80  | 1953  | 14-20 sep.        | Brescia Lombardy International (Italie)                     | Tb      | Władysław Skonecki   | 6-4, 6-3, 3-6, 6-3          |
| 81  | 1953  | 21-27 sep.        | Baden-Baden International (Allemagne)                       | Tb      | Lennart Bergelin     | 7-5, 4-6, 6-4               |
| 82  | 1953  | 5-10 octobre      | Queen's Club (Londres) Covered Court (Angleterre)           | B       | Bobby Wilson         | 6-2, 7-5, 6-2               |
| 83  | 1954  | 10 janvier        | Le Cap South Africa International (Afrique du Sud)          | D ?     | William Seymour      | 6-1, 3-6, 6-1, 6-1          |
| 84  | 1954  | 31 mai-5 juin     | Torquay Lawn Tennis Tournament (Angleterre)                 | Gz      | Jack Arkinstall      | 6-4, 6-3                    |
| 85  | 1954  | 20 juin-2 juillet | Wimbledon (Angleterre)                                      | Gz      | Ken Rosewall         | 13-11, 4-6, 6-2, 9-7        |
| 86  | 1954  | 5-10 juillet      | Edgbaston Midland Counties (Angleterre)                     | Gz      | Roger Becker         | 6-0, 6-3                    |
| 87  | 1954  | 12-18 juillet     | Düsseldorf International (Allemagne)                        | Tb      | Jack Arkinstall      | 6-2, 5-7, 6-4               |
| 88  | 1954  | 19-25 juillet     | Cologne Germany International (Allemagne)                   | Tb      | Ernst Bucholtz       | 4-6, 6-4, 6-1, 6-2          |
| 89  | 1954  | 26-31 juillet     | Cava de' Tirreni Campania International (Italie)            | Tb      | Giuseppe Merlo       | 6-2, 6-8, 4-6, 6-4, 6-1     |
| 90  | 1954  | 9-15 août         | Viareggio Tuscany Championships (Italie)                    | Tb      | Władysław Skonecki   | 7-5, 19-17, 6-3             |
| 91  | 1954  | 16-22 août        | Ortisei Bolzano International (Italie)                      | Tb      | Tony Mottram         | 6-2, 6-4                    |
| 92  | 1954  | 23-29 août        | Cortina d'Ampezzo Venetia International (Italie)            | Tb      | Giuseppe Merlo       | 6-1, 6-0, 6-4               |
| 93  | 1954  | 1-6 septembre     | Baden-Baden International (Allemagne)                       | Tb      | Giuseppe Merlo       | 6-2, 6-3, 9-11, 4-6, 6-2    |
| 94  | 1954  | 11-17 octobre     | Queen's Club (Londres) Covered Court (Angleterre)           | B       | Władysław Skonecki   | 7-5, 7-9, 6-4, 6-4          |
| 95  | 1954  | 5-12 novembre     | São Paulo Brazil Championships (Brésil)                     | Tb      | Fausto Gardini       | 6-2, 4-6, 6-8, 6-2, 6-3     |
| 96  | 1954  | 30 nov-5 déc.     | Lima Championships of Peru (Pérou)                          | Tb      | Arthur Larsen        | 1-6, 6-2, 6-3, 6-3          |
| 97  | 1955  | 21-27 février     | San Remo Liguria Championships (Italie)                     | Tb      | Budge Patty          | 5-7, 6-2, 13-11, 6-2        |
| 98  | 1955  | 23-28 mai         | Berlin West Berlin Championships (Allemagne)                | Tb      | Hugh Stewart         | 6-1, 6-1, 6-1               |
| 99  | 1955  | 2-9 juillet       | Edgbaston Midland Counties (Angleterre)                     | Gz      | Arthur Larsen        | 7-5, 4-6, 6-4               |
| 100 | 1955  | 11-17 juillet     | Düsseldorf International (Allemagne)                        | Tb      | Mervyn Rose          | 6-2, 6-0, 6-3               |
| 101 | 1955  | 18-24 juillet     | Erlangen Bavarian International (Allemagne)                 | Tb      | Jack Arkinstall      | 6-2, 6-2, 6-1               |
| 102 | 1955  | 3-14 août         | Brumana International Championships (Liban)                 | Tb      | Luis Ayala           | 6-3, 6-4, 5-7, 7-5          |
| 103 | 1955  | 19-25 sep.        | Paris Coupe Porée (France)                                  | Tb      | Luis Ayala           | 3-6, 6-4, 5-7, 6-0, 7-5     |
| 104 | 1955  | 27 sep-3 oct.     | Pau Southwest Championships (France)                        | ?       | Budge Patty          | 6-4, 6-4, 6-4               |
| 105 | 1956  | 30 mars-4 avril   | Birmingham Tally Ho Championships (Angleterre)              | Tb      | Billy Knight         | 6-0, 6-4                    |
| 106 | 1956  | 3-9 juin          | Manchester Northern Tournament (Angleterre)                 | Gz      | Lew Hoad             | 2-6, 6-3, 7-5               |
| 107 | 1956  | 23-29 juillet     | Gstaad Swiss International (Suisse)                         | Tb      | Neale Fraser         | 7-5, 6-3, 6-3               |
| 108 | 1956  | 3-9 sep.          | Kitzbühel Austrian International (Autriche)                 | Tb      | Alfred Huber         | 6-2, 6-4, 8-6               |
| 109 | 1956  | 22-30 sep.        | Paris Coupe Porée (France)                                  | Tb      | Pierre Darmon        | 6-2, 6-2, 6-4               |
| 110 | 1956  | 5-10 novembre     | Torquay Palace Hôtel Covered Court (Angleterre)             | B       | Gerald Oakley        | 6-4, 6-2                    |
| 111 | 1956  | 20-26 nov.        | Grenoble Southeast Championships (France)                   | B       | Jean-Claude Molinari | 6-3, 8-6, 6-0               |
| 112 | 1957  | 4-10 février      | Madras South India Championships (Inde)                     | Gz      | Jack Arkinstall      | 6-3, 6-2, 6-4               |
| 113 | 1957  | 18-24 février     | Colombo Asian Lawn Tennis (Sri Lanka)                       | Gz      | Warren Woodcock      | 6-1, 6-2, 6-4               |
| 114 | 1957  | 4-10 mars         | Bombay Western India Championships (Inde)                   | ?       | Jack Arkinstall      | 6-4, 6-3, 6-3               |
| 115 | 1957  | 22-27 avril       | Connaught Rothmans International (Irlande)                  | ?       | Mike Davies          | 6-4, 6-3                    |
| 116 | 1957  | 29 avril-4 mai    | Bournemouth British Hard Court (Angleterre)                 | Tb      | Lew Hoad             | 6-4, 6-4, 6-4               |
| 117 | 1957  | 6-11 mai          | Hurlingham London Hard Court (Angleterre)                   | Tb      | Gaeton Koenig        | 7-5, 6-4, 6-1               |
| 118 | 1957  | 15-20 juillet     | Newport Welsh Championships (Angleterre)                    | Gz      | Roger Becker         | 6-1, 9-7                    |
| 119 | 1957  | 14-20 août        | Bad Neuenahr International (Allemagne)                      | Tb      | Pierre Darmon        | 6-1, 4-6, 6-4               |
| 120 | 1957  | 26 août-2 sep.    | Poertschach Austrian Championships (Autriche)               | Tb      | Giuseppe Merlo       | 9-7, 6-4, 2-6, 6-1          |
| 121 | 1957  | 4-11 novembre     | Paris Coupe Canet Stade Coubertin (France)                  | B       | Paul Rémy            | 6-3, 10-8, 6-1              |
| 122 | 1957  | 18-25 nov.        | Angers International (France)                               | B       | Antal Jancsó         | 6-4, 6-4                    |
| 123 | 1958  | 26 fév-3 mars     | Cannes Carlton Championships (France)                       | Tb      | Jean Noël Grinda     | 6-3, 4-6, 6-1, 4-6, 8-6     |
| 124 | 1958  | 11-17 mars        | Croix Racing Club des Flandres (France)                     | Tb      | Paul Rémy            | 2-6, 6-1, 6-3, 0-6, 6-3     |
| 125 | 1958  | 7-13 avril        | Aix-en-Provence Raquette d'Or (France)                      | Tb      | Budge Patty          | 6-4, 6-3                    |
| 126 | 1958  | 14-20 avril       | Cannes International (France)                               | Tb      | Paul Rémy            | 6-4, 6-2, 3-6, 9-7          |
| 127 | 1958  | 24-30 août        | Poertschach Austrian Championships (Autriche)               | Tb      | Ramanathan Krishnan  | 6-3, 3-6, 6-3, 6-4          |
| 128 | 1958  | 3-11 novembre     | Paris Coupe Canet Stade Coubertin (France)                  | B       | Jacky Brichant       | 9-7, 2-6, 6-4, 6-4          |
| 129 | 1959  | 12-19 janvier     | Cologne German Covered Court (Allemagne)                    | B       | Jacky Brichant       | 6-2, 6-4, 6-4               |
| 130 | 1959  | 16-22 mars        | Kingston Saint Andrews Invitation (Jamaïque)                | ?       | Jon Douglas          | 8-6, 5-7, 6-3               |
| 131 | 1959  | 6-12 avril        | Dallas County Club Tournament (États-Unis)                  | ?       | Butch Buchholz       | 6-4, 6-1                    |
| 132 | 1959  | 27 avril-2 mai    | Hurlingham London Hard Court (Angleterre)                   | Tb      | Adrian Bey           | 6-3, 6-4                    |
| 133 | 1959  | 26 juillet-2 août | Aix-les-Bains International (France)                        | Tb      | Billy Knight         | 6-3, 7-5                    |
| 134 | 1959  | 8-14 août         | Saint-Moritz Carlton Championships (Suisse)                 | Tb      | Roger Becker         | 6-4, 8-6                    |
| 135 | 1959  | 15-21 août        | Saint-Moritz Suvretta Palace (Suisse)                       | Tb      | Roger Becker         | 11-9, 7-5                   |
| 136 | 1961  | 6-12 novembre     | Torquay Palace Hôtel Covered Court (Angleterre)             | B       | Mike Sangster        | 6-2, 3-6, 6-4               |
| 137 | 1962  | 20-26 août        | Exmouth East Devon (Angleterre)                             | Gz      | Roger Becker         | 8-6, 6-4                    |
| 138 | 1962  | 27-31 août        | Budleigh Salterton Southwest Devon (Angleterre)             | Gz      | Mark Cox             | 6-4, 0-6, 6-2               |
| 139 | 1963  | 13-19 août        | Saint-Moritz Suvretta Palace (Suisse)                       | Tb      | Robert Howe          | 6-4, 6-4                    |
| 140 | 1965  | 3 septembre       | Biarritz Tournoi de Chantaco (France)                       | Tb      | Philippe Pimpaneau   | 3-6, 6-3, 6-2               |

#### Finales perdues (58)
|    | Année | Date                 | Nom et lieu du tournoi                                   | Surface | Vainqueur           | Score                     |
| -- | ----- | -------------------- | -------------------------------------------------------- | ------- | ------------------- | ------------------------- |
| 1  | 1946  | 18-28 juillet        | Roland-Garros French Championships (France)              | Tb      | Marcel Bernard      | 3-6, 2-6, 6-1, 6-4, 6-3   |
| 2  | 1946  | 1-5 août             | Prague International (Tchécoslovaquie)                   | Tb      | Dinny Pails         | 6-3, 6-3, 6-3             |
| 3  | 1947  | 3-9 novembre         | Rio de Janeiro S.A. Championships (Brésil)               | Tb      | Frank Parker        | 7-9, 6-1, 6-3, ab.        |
| 4  | 1948  | 22-28 mars           | Nice South of France Championships (France)              | Tb      | József Asbóth       | 8-6, 6-1, 6-3             |
| 5  | 1948  | 12-18 avril          | Naples Italian International (Italie)                    | Tb      | Gianni Cucelli      | 0-6, 7-5, 6-0, 6-1        |
| 6  | 1948  | 19-30 mai            | Roland-Garros French Championships (France)              | Tb      | Frank Parker        | 6-4, 7-5, 5-7, 8-6        |
| 7  | 1949  | 19-30 juin           | Wimbledon (Angleterre)                                   | Gz      | Ted Schroeder       | 3-6, 6-0, 6-3, 4-6, 6-4   |
| 8  | 1949  | 11-17 juillet        | Gstaad Swiss International (Suisse)                      | Tb      | Earl Cochell        | 3-6, 6-3, 2-6, 6-3, 7-5   |
| 9  | 1949  | 2-10 octobre         | Mexico Pan American International (Mexique)              | Tb      | Frank Parker        | 6-1, 2-6, 6-3, 6-4        |
| 10 | 1950  | 26 déc-1erjan.       | Adélaïde South Australia Championships (Australie)       | Gz      | Frank Sedgman       | 6-1, 6-0, 6-2             |
| 11 | 1950  | 14-26 mars           | Alexandrie International of Egypt (Égypte)               | Tb      | Gottfried von Cramm | 8-6, 6-3, 9-11, 6-4       |
| 12 | 1950  | 19-30 mai            | Roland-Garros French Championships (France)              | Tb      | Budge Patty         | 6-1, 6-2, 3-6, 5-7, 7-5   |
| 13 | 1950  | 5-12 juin            | Oslo International Hard Court (Norvège)                  | Tb      | Eric Sturgess       | 2-6, 6-4, 6-4, 4-6, 6-3   |
| 14 | 1951  | 26 déc-1erjan.       | Calcutta Indian National Championships (Inde)            | ?       | Sven Davidson       | 6-3, 6-3, 7-5             |
| 15 | 1951  | 7-12 mai             | Bruxelles Belgium International (Belgique)               | Tb      | Eric Sturgess       | 6-0, 6-1, 6-0             |
| 16 | 1951  | 24-30 juillet        | Cologne Germany International (Allemagne)                | Tb      | Felicisimo Ampon    | 2-6, 6-1, 6-0, 6-1        |
| 17 | 1952  | 9-17 février         | Paris Coubertin Internationaux de France Indoor (France) | B       | Kurt Nielsen        | 8-6, 6-4, 6-4             |
| 18 | 1952  | 6-14 avril           | Monte-Carlo Monaco Championships (Monaco)                | Tb      | Frank Sedgman       | 7-9, 6-2, 7-5, 6-1        |
| 19 | 1952  | 15-21 avril          | Rome Italian Championships (Italie)                      | Tb      | Frank Sedgman       | 7-5, 6-3, 1-6, 6-4        |
| 20 | 1952  | 22 juin-5 juillet    | Wimbledon (Angleterre)                                   | Gz      | Frank Sedgman       | 4-6, 6-2, 6-3, 6-2        |
| 21 | 1952  | 14-19 juillet        | Düsseldorf International (Allemagne)                     | Tb      | Herbert Flam        | 3-6, 6-4, 3-6, 6-1, 6-2   |
| 22 | 1952  | 2-10 août            | Hambourg German Championships (Allemagne)                | Tb      | Eric Sturgess       | 6-3, 6-2, 6-3             |
| 23 | 1953  | 29 mars-6 avril      | Monte-Carlo Monaco Championships (Monaco)                | Tb      | Władysław Skonecki  | 6-3, 6-4, 11-9            |
| 24 | 1953  | 29 oct-8 nov.        | Santiago South America Championships (Chili)             | Tb      | Enrique Morea       | 3-6, 6-3, 6-4, 6-3        |
| 25 | 1954  | 5-14 mars            | Le Caire Championships of Egypt (Égypte)                 | Tb      | Enrique Morea       | 6-3, 1-6, 6-0, 6-4        |
| 26 | 1954  | 12-18 avril          | Johannesburg South Africa Championships (Afrique du Sud) | D       | Eric Sturgess       | 5-7, 6-4, 6-3, 8-6        |
| 27 | 1954  | 22-28 novembre       | Buenos Aires Championships (Argentine)                   | Tb      | Enrique Morea       | 2-6, 6-3, 6-3, 6-0        |
| 28 | 1955  | 1-7 janvier          | Paris Coubertin Coupe Pierre Gilou Indoor (France)       | B       | Budge Patty         | 11-9, 6-2, 12-10          |
| 29 | 1955  | 10-17 avril          | Nice Lawn Tennis-Club (France)                           | Tb      | Władysław Skonecki  | Forfait                   |
| 30 | 1956  | 20-26 février        | Cannes Gallia International (France)                     | Tb      | Budge Patty         | 15-13, 6-2, 6-4           |
| 31 | 1956  | 16-22 avril          | Gênes Genoa International Tournament (Italie)            | Tb      | Luis Ayala          | 6-2, 6-1, 6-1             |
| 32 | 1956  | 13-19 août           | Beyrouth Lebanon Championships (Liban)                   | Tb      | Budge Patty         | 6-4, 3-6, 6-2, 6-1        |
| 33 | 1956  | 13-19 novembre       | Paris Coubertin Coupe Canet (France)                     | B       | Budge Patty         | 6-4, 6-4, 8-6             |
| 34 | 1956  | 26 nov-2 déc.        | Angers International (France)                            | B       | Budge Patty         | 6-4, 6-4                  |
| 35 | 1957  | 25-31 mars           | Cannes Gallia International (France)                     | Tb      | Kurt Nielsen        | 6-8, 8-6, 6-1, 6-4        |
| 36 | 1957  | 1-7 avril            | Cannes Carlton Championships (France)                    | Tb      | Kurt Nielsen        | 10-8, 6-7, ab.            |
| 37 | 1957  | 13-19 mai            | Vienne Austrian Championships (Autriche)                 | Tb      | Lew Hoad            | 6-3, 6-3, 6-3             |
| 38 | 1957  | 8-13 juillet         | Dublin Irish Championships (Irlande)                     | Gz      | Ashley Cooper       | 6-4, 6-2, 6-3             |
| 39 | 1957  | 22-28 juillet        | Gstaad Swiss International (Suisse)                      | Tb      | Budge Patty         | 3-6, 6-3, 6-3, 6-1        |
| 40 | 1958  | 6-11 janvier         | Paris Coubertin Coupe Pierre Gilou Indoor (France)       | B       | Kurt Nielsen        | 18-16, 7-5, 4-6, 7-5      |
| 41 | 1958  | 26 jan-1erfév.       | Cologne German Covered Court (Allemagne)                 | B       | Jorgen Ulrich       | 6-4, 7-5, 2-6, 6-8, 6-3   |
| 42 | 1958  | 2-6 février          | Paris Coubertin Internationaux de France Indoor(France)  | B       | Kurt Nielsen        | 7-5, 6-3, 6-2             |
| 43 | 1958  | 17-23 février        | Lyon Coupe Cozon Indoor (France)                         | B       | Jorgen Ulrich       | 6-3, 6-3, 3-6, 7-5        |
| 44 | 1958  | 17-23 mars           | Cannes Galia Championships (France)                      | Tb      | Billy Knight        | 6-3, 0-6, 6-1, 6-1        |
| 45 | 1958  | 1-6 avril            | Monte-Carlo Monaco Championships (Monaco)                | Tb      | Robert Haillet      | 6-4, 6-4, 6-3             |
| 46 | 1958  | 28 avril-4 mai       | Paris Internationaux de Paris (France)                   | Tb      | Budge Patty         | 10-8, 6-0, 6-3            |
| 47 | 1958  | 5-11 mai             | Croydon Shirley Park Hard Court (Angleterre)             | Tb      | Tony Pickard        | 6-2, 6-2                  |
| 48 | 1958  | 2-9 juin             | Oslo International Hard Court (Norvège)                  | Tb      | Budge Patty         | 6-3, 2-6, 1-6, 17-15, 6-4 |
| 49 | 1958  | 7-13 juillet         | Anvers Beerschot International (Belgique)                | Tb      | Budge Patty         | 6-1, 6-3                  |
| 50 | 1959  | 23-29 mars           | Montego Bay Championships (Jamaïque)                     | ?       | Luis Ayala          | 19-17, 10-8, 6-3          |
| 51 | 1959  | 8-14 juin            | Bristol Championships (Angleterre)                       | Gz      | Ramanathan Krishnan | 11-9, 6-0                 |
| 52 | 1959  | 13-19 juillet        | Montana Championships (Suisse)                           | Tb      | Pierre Darmon       | 6-4, 8-10, 6-4, 2-6, 6-0  |
| 53 | 1959  | 14-20 septembre      | Fribourg Swiss International (Suisse)                    | Tb ?    | Billy Knight        | 6-8, 6-2, 6-2             |
| 54 | 1960  | 28 janvier-2 février | Helsinki Scandinavian Championships (Finlande)           | ?       | Reino Nyyssoenen    | 6-3, 7-5                  |
| 55 | 1960  | 23-29 mai            | Biella Piemonte Championships (Italie)                   | ?       | Francisco Contreras | 5-7, 7-5, 6-1, ab.        |
| 56 | 1960  | 30 mai-5 juin        | Venise Lido Championships (Italie)                       | Tb      | Mario Llamas        | 6-2, 8-6, 6-1             |
| 57 | 1961  | 27-31 juillet        | Deauville Coupe du Centenaire (France)                   | Tb      | Rod Laver           | 6-2, 6-4                  |
| 58 | 1963  | août                 | Adelboden Frutigen International (Suisse)                | Tb      | Jaidip Mukerjea     | 4-6, 6-1, 6-2             |

#### Finales non terminées ou annulées (2)
|   | Année | Date          | Nom et lieu du tournoi                             | Surface | Adversaire      | Score                        |
| - | ----- | ------------- | -------------------------------------------------- | ------- | --------------- | ---------------------------- |
| 1 | 1954  | 7-12 juin     | Bristol West of England Championships (Angleterre) | Gz      | Jack Arkinstall | Titre partagé                |
| 2 | 1955  | 15-21 février | Lyon Coupe Cozon Indoor (France)                   | B       | Budge Patty     | 21-19 8-10 21-21 arrêt match |

- 1. Finale annulée pour cause de pluie.
- 2. Finale où les deux joueurs ont décidé eux-mêmes d'arrêter le match. Patty a demandé par deux fois à Drobny de stopper la partie. La troisième tentative fut la bonne. Il est vrai que c'était un match interminable vu l'ampleur du score et vu que sur bois, la surface la plus rapide qui fut, il était très difficile de prendre le jeu de service de l'adversaire les deux champions, épuisés, décidèrent en parfait accord de cesser la partie. Ce fait est unique dans l'histoire du tennis.

## Carrière au hockey sur glace
Entre 1938 et 1949, Drobny a effectué sa carrière avec le I. CLTK Prague, en championnat de Tchécoslovaquie de hockey sur glace.
Il a participé à la victoire de l'équipe de Tchécoslovaquie de hockey sur glace lors du championnat du monde de hockey sur glace 1947 où il a inscrit un coup du chapeau au cours d'une victoire 6-1 contre les États-Unis.
L'année suivante, il a remporté la médaille d'argent aux Jeux olympiques d'hiver de 1948.
En 1997, la Fédération internationale de hockey sur glace l'a intronisé dans son temple de la renommée.